# NGC 7380
NGC 7380 bzw. Sh2-142, auch Zauberernebel (engl.: Wizard Nebula) genannt, ist ein galaktisches Sternentstehungsgebiet, wobei DH Cephei (HD 215835) die Ionisationsqeulle ist, im Sternbild Kepheus. Das Gebiet enthält einen jungen Offenen Sternhaufen, ist rund 10.250 Lichtjahre entfernt und weist eine Ausdehnung von etwa 150 Lichtjahren auf.
Er wurde am 7. August 1787 von Caroline Lucretia Herschel entdeckt.

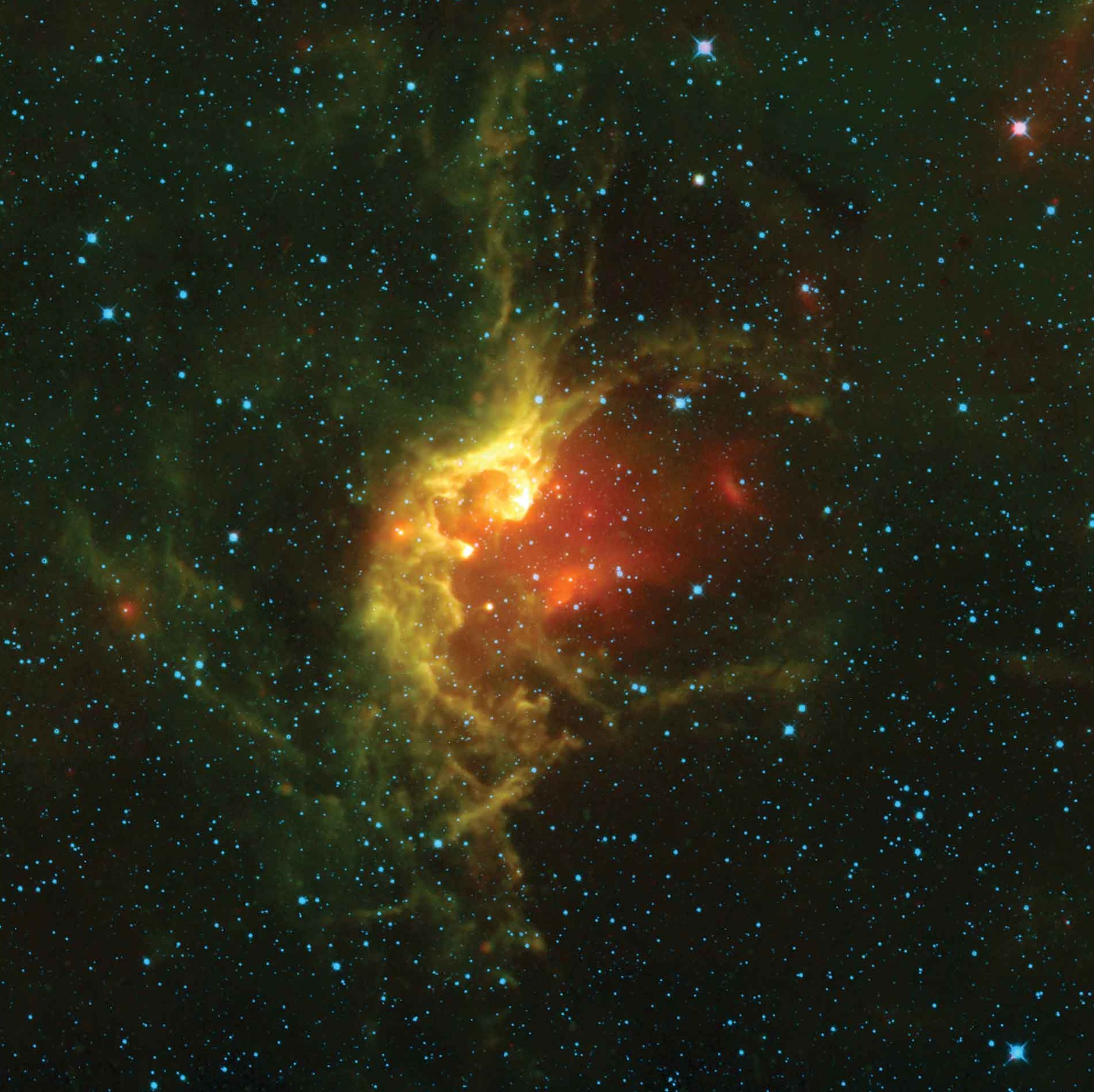
Aufnahme von WISE